# Canton de Toulon-sur-Arroux
Le canton de Toulon-sur-Arroux est un ancien canton français situé dans le département de Saône-et-Loire et la région Bourgogne-Franche-Comté.

## Géographie
Ce canton était organisé autour de Toulon-sur-Arroux dans l'arrondissement de Charolles. Son altitude variait de 245 m (Toulon-sur-Arroux) à 422 m (Ciry-le-Noble) pour une altitude moyenne de 296 m.

## Représentation

### Conseillers d'arrondissement (de 1833 à 1940)
| Période                                  | Période      | Identité              | Étiquette                | Qualité |
| ---------------------------------------- | ------------ | --------------------- | ------------------------ | --- |
| 1833                                     | 1845         | Antoine Marie Bard    | Constitutionnel          | Ancien officier d'infanterie, propriétaire, adjoint au maire de Toulon-sur-Arroux                           |
| 1845                                     | 1848         | M. Desforges          |                          | Propriétaire à Toulon-sur-Arroux                                                                            |
| 1848                                     | 1871         | René Dœuf             |                          | Maire de Perrecy-les-Forges                                                                                 |
| 1871                                     | 1886 (décès) | Edme Béraud           | Républicain              | Médecin, maire de Génelard                                                                                  |
| 1889                                     | 1895         | Jean Ducarouge        | Républicain              | Maire de Perrecy-les-Forges (1879-1904)                                                                     |
| 1895                                     | 1899 (décès) | Philippe Loison       |                          | Propriétaire à Génelard                                                                                     |
| 1899                                     | 1913         | François Émile Brosse | Républicain progressiste | Maire de Génelard                                                                                           |
| 1913                                     | 1919         | Jacques Chapuis       | Radical                  | Maire de Perrecy-les-Forges (1908-1919)                                                                     |
| 1919                                     | 1925         | M. Dupart             | Radical                  | Entrepreneur, maire de Génelard                                                                             |
| 1925                                     | 1931         | M. Vincent            | SFIO                     | Maire de Génelard                                                                                           |
| 1931                                     | 1940         | Louis Veillaud        | SFIO                     | Employé de commerce, Sanvignes-les-Mines                                                                    |
| 1940                                     |              |                       |                          | Les conseils d'arrondissement ont été suspendus par la loi du 12 octobre 1940 et n'ont jamais été réactivés |
| Les données manquantes sont à compléter. |              |                       |                          | |

### Conseillers généraux de 1833 à 2015
| Période     | Période          | Identité                                      | Étiquette          | Qualité                                                                                          |
| ----------- | ---------------- | --------------------------------------------- | ------------------ | ------------------------------------------------------------------------------------------------ |
| 1833        | 1839             | Alexandre Rose                                | Constitutionnel    | Maire de Saint-Vincent-Bragny                                                                    |
| 1839        | 1840 (décès)     | Claude Marie Labaune                          |                    | Officier d'artillerie, propriétaire à Génelard                                                   |
| 1841        | 1841 (décès)     | Jean François Joseph Comte de Tournon-Simiane |                    | Commandant de la Garde Nationale à Perrecy Attaché à l'ambassade de France à Londres             |
| 1841        | 1848             | Barthélemy-Marie Douhéret                     |                    | Avocat, juge de paix à Gueugnon                                                                  |
| 1848        | 1852             | Honoré Marie Merle                            |                    | Maire de Marly-sur-Arroux (1846-1853)                                                            |
| 1852        | 1871             | Michel Auguste Favre                          |                    | Notaire à Perrecy-les-Forges                                                                     |
| 1871        | 1904             | Emile Carion                                  | Républicain        | Propriétaire à Armecy                                                                            |
| 1904        | 1910             | Emile Cochet                                  | Rad.               | Banquier, maire de Toulon-sur-Arroux                                                             |
| 1910        | 1940             | Claude Priet                                  | Rad. puis Rad.ind. | Propriétaire - Maire de Ciry-le-Noble                                                            |
|             |                  |                                               |                    |                                                                                                  |
| 1942        | 1945             | Jean Rondepierre                              |                    | Docteur vétérinaire Adjoint au maire de Toulon-sur-Arroux Nommé conseiller départemental en 1942 |
|             |                  |                                               |                    |                                                                                                  |
| 1945        | 1950 (démission) | Louis Veillaud (1899-1974)                    | SFIO               | Employé de commerce Maire de Sanvignes-les-Mines, ancien conseiller d'arrondissement             |
| 1950        | 1960 (décès)     | Jean Rondepierre                              | RPF puis DVD       | Vétérinaire, conseiller municipal de Toulon-sur-Arroux                                           |
| 20 mai 1960 | 1964             | Henri Ferret                                  | DVD                | Agriculteur, maire de Ciry-le-Noble                                                              |
| 1964        | 1982             | François Chapuis (1912-1995)                  | PCF                | Instituteur Maire de Ciry-le-Noble (1971-1989)                                                   |
| 1982        | 1994             | Joseph Jeannot                                | DVD                | Agriculteur Maire de Sanvignes-les-Mines (1989-1995)                                             |
| 1994        | 2015             | Jean-Paul Meunier                             | PS                 | Cadre supérieur Maire de Génelard (1989-2008)                                                    |

## Composition
Le canton de Toulon-sur-Arroux regroupait 8 communes et comptait 12 413 habitants (recensement de 1999 sans doubles comptes).
| Communes                   | Population (2012) | Code postal | Code Insee |
| -------------------------- | ----------------- | ----------- | ---------- |
| Ciry-le-Noble              | 2 475             | 71420       | 71132      |
| Dompierre-sous-Sanvignes   | 79                | 71420       | 71179      |
| Génelard                   | 1 582             | 71420       | 71212      |
| Marly-sur-Arroux           | 361               | 71420       | 71281      |
| Perrecy-les-Forges         | 1 823             | 71420       | 71346      |
| Saint-Romain-sous-Versigny | 121               | 71420       | 71478      |
| Toulon-sur-Arroux          | 1 630             | 71320       | 71542      |

## Démographie
| 1962   | 1968   | 1975   | 1982   | 1990   | 1999   | 2007   |
| ------ | ------ | ------ | ------ | ------ | ------ | ------ |
| 16 059 | 16 631 | 16 154 | 15 551 | 14 068 | 12 413 | 12 084 |